# Länna
Pour les articles homonymes, voir Lanna (homonymie).
Länna est une localité de Suède dans la commune d'Uppsala située dans le comté d'Uppsala.
Sa population était de 680 habitants en 2019.